# Max Wien
Max Karl Werner Wien (25 december 1866, Koningsbergen (nu Kaliningrad) – 24 februari 1938, Jena) was een Duitse natuurkundige. Hij was de neef van de Nobelprijswinnaar Wilhelm Wien.

## Leven
De voorouders van Wien waren pachters in Mecklenburg, die door landaankopen welvarend waren geworden.  Zijn vader werd partner in een graanexportbedrijf in Königsberg.
Max Wien wilde, net als zijn neef Wilhelm Wien, met wie hij levenslang in nauw contact bleef, natuurkunde studeren.  Hij begon zijn studie in 1884 aan de Albertina-universiteit in Koningsbergen, studeerde vervolgens zes maanden in Freiburg aan de Albert-Ludwigs Universiteit van Freiburg en ging in 1885 naar Berlijn naar de Humboldt-Universiteit. In 1887 promoveerde hij bij Hermann von Helmholtz en August Kundt op een proefschrift, waarvoor hij de geluidssterkte mat met de Helmholtzresonator.
Vervolgens ging Wien in vrijwillige, eenjarige militaire dienst bij het kurassierregiment "Graf Wrangel" in Königsberg. Hij keerde in 1889 terug naar Berlijn om verder te werken aan de ontwikkeling van geluidsmetingen.  In 1892 werd hij assistent van Wilhelm Conrad Röntgen in  Würzburg en in 1893 deed hij zijn habilitatie met het habilitationsschrift: Über eine neue Form der Induktionswaage.
Met Pasen 1898 werd Wien docent aan de  TH Aken, waar hij in hetzelfde jaar werd benoemd tot hoogleraar. Daar begon hij in 1902 een nieuw onderzoek naar draadloze telegrafie.
In 1904 werd Wien benoemd aan de nieuw opgerichte Technische Universiteit van Gdansk. In 1911 werd hij directeur van het instituut voor natuurkunde van de Friedrich-Schiller-Universität Jena. Daar ontwikkelde hij van 1906 tot 1909 de vonkgenerator en schreef hij vele werken over wisselstroom, elektrische trillingen en draadloze telegrafie. Zijn kritiek op Helmholtz' resonantietheorie is in de literatuur bekend als Wienscher Einwand. Het Wien-effect over het gedrag van elektrolyten in sterke elektrische velden is ook naar hem genoemd.
Voor de theoretische natuurkunde in Jena wilde Wien een student van Arnold Sommerfeld die zo min mogelijk Jood moest zijn, zoals hij schreef aan zijn neef Wilhelm Wien.  Zijn antisemitisme bleek herhaaldelijk in de brieven aan zijn neef, zoals ter gelegenheid van de benoeming van Heinrich Ruben naar Berlijn of voor een vacature in Jena.
Direct aan het begin van Eerste Wereldoorlog werd Wien hoofd van de wetenschappelijke afdeling voor de radiotechniek van het leger met de rang van ritmeester.  In de herfst van 1914 nam hij deel aan de ontwikkeling van langeafstandswapens. Met Ferdinand von Zeppelin besprak hij de mogelijke besturing van een boot vanaf een vliegend object. Eind 1914 was hij een van de 16 ondertekenaars van de oproep van zijn neef Wilhelm Wien om in publicaties vaker Duitsers dan Engelsen te citeren. Met betrekking tot de  War Goals was Wien voorstander van territoriale expansie met "Germaanse" nederzettingsgebieden waaruit de bestaande lokale bevolking verdreven zou worden. Wien haalde later met name Walther Gerlach, Robert Wichard Pohl en Gustav Hertz naar zijn afdeling.
Van 1924 tot 1925 was Wien voorzitter van de Deutsche Physikalische Gesellschaft. In 1920 haalde hij Erwin Schrödinger naar Jena, die slechts een half jaar bleef.  Politiek trad hij toe tot de Duitse Nationale Volkspartij. In 1935 ging hij volgens de nieuwe wetgeving met pensioen bij het bereiken van de 65-jarige leeftijd. In 1936 schreef hij samen met Werner Heisenberg en Hans Geiger het memorandum dat door 75 hoogleraren was ondertekend tegen de aanvallen van vertegenwoordigers van de zogeheten Duitse natuurkunde rond Johannes Stark  en Philipp Lenard over moderne theoretische natuurkunde.

## Onderscheidingen
In 1921 werd Wien volwaardig lid van de Saksische Academie Wetendschappen  en in 1929 als corresponderend lid van de Academie der Wetenschappen in Göttingen  toegevoegd. In 1934 werd hij verkozen tot lid van de Leopoldina [Duitse Academie voor Natuurwetenschappen | Leopoldina Duitse Academie voor Natuurwetenschappen].  In 1937 werd Wien benoemd tot erelid van de Deutsche Physikalische Gesellschaft samen met Walther Nernst. 

## Weblinks
- Max Wien und das Physikalische Institut in Jena Lezing op 26 mei 2009 door prof. Gerhard Scheler

- Karl Willy Wagner: Max Wien zum 70. Geburtstag., Naturwissenschaften, Volume 25, Number 5, 65–67, doi:10.1007/BF01493271, 18 december 2010 (link to pdf) (Duits).